# Игнатий (Оксенович-Старушич)
Игумен Игнатий (в миру Оксенович-Старушич; ум. 30 октября 1651) — иеромонах Киевской митрополии Константинопольского патриархата, мыслитель, профессор и ректор Киево-Могилянской академии, игумен Киевского Выдубицкого монастыря.

## Биография
Образование получил вне Речи Посполитой, возможно, обучался в Острожской академии.
В 1639 году из Винницы в Гощу была перенесена школа, действовавшая под эгидой Киевского коллегиума; при этом Игнатий был назначен её ректором и пробыл в этой должности до 1640 года.
В октябре 1639 году встал во главе посольства, направленного в Москву митрополитом Петром Могилой.
Был преподавателем Киево-Могилянской академии.
В 1641 году назначен игуменом Братского Богоявленского монастыря в Киеве.
Составил «Казанье погребовое» надгробное слово о князе Илье Четвертинском, изданном в Киеве в 1641 году.
В 1642 году переведён в Выдубицкий Михайловский Киевский монастырь.
В 1642 году был участником Собора в Яссах.
Известен преданностью православию и даром проповедничества.
12 июля 1650 года избран епископом-коадъютором Мстиславским, однако скончался 30 октября 1651 года в сане иеромонаха.